# 封鎖突破船

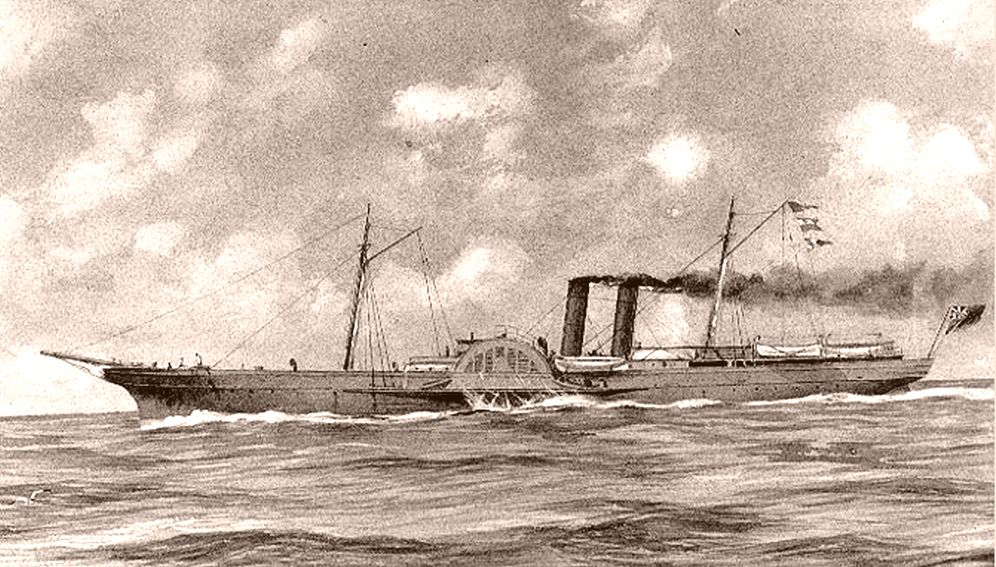
美國內戰期間的封鎖突破船 CSS Advance。

封鎖突破船（英語：Blockade runner）是指在戰爭期間，為了突破敵方海軍封鎖而秘密航行的商船或軍用船隻。這些船隻通常速度快、吃水淺、武裝輕，依靠夜間航行、偽裝和熟悉的航道來避開封鎖艦隊。封鎖突破船主要用於運送軍需物資、武器、郵件，或將出口貨物如棉花、煙草等運出封鎖區域。

## 歷史背景

### 古代
在古希臘的伯羅奔尼撒戰爭期間，雅典和斯巴達之間的海上封鎖戰術已經出現，雙方均使用小型快速船隻突破封鎖，以運送補給和人員。

### 美國內戰
在美國內戰期間，聯邦政府（北方）對邦聯（南方）實施了廣泛的海上封鎖，旨在切斷其對外貿易和補給。為了應對封鎖，邦聯依賴封鎖突破船從英國、巴哈馬、百慕達等地運入武器、藥品和其他軍需物資，並將棉花等出口至歐洲以換取資金。
這些封鎖突破船多由英國建造，特點是船體狹長、吃水淺、速度快，常在夜間無燈航行，以避開聯邦海軍的巡邏。據估計，約有2,500至2,800次嘗試突破封鎖的行動，其中成功率高達80%。然而，聯邦海軍最終仍成功攔截並捕獲了超過1,100艘封鎖突破船，另有355艘被擊沉或擱淺。

### 第一次世界大戰
在第一次世界大戰期間，德意志帝國面臨協約國的海上封鎖，導致物資短缺。為了突破封鎖，德國建造了商用潛艇，如Deutschland號和Bremen號，成功將貨物運送至當時中立的美國，進行貿易。

### 第二次世界大戰
第二次世界大戰期間，封鎖突破船再次成為戰略物資運輸的重要工具。納粹德國為了從亞洲獲取橡膠、錫、鎢等戰略物資，派遣多艘封鎖突破船穿越大西洋和印度洋，試圖避開盟軍的封鎖。
例如，德國封鎖突破船「里約格蘭德號」於1944年1月在南大西洋被美國巡洋艦「奧馬哈號」和驅逐艦「喬伊特號」擊沉，該船當時正運送大量戰略物資，包括橡膠和錫。
此外，德國與日本之間也進行了多次封鎖突破行動，稱為「柳作戰」（Yanagi missions），使用潛艇運送技術人員和戰略物資。這些行動在戰爭後期變得更加頻繁，尤其是在1943年後，當盟軍對海上封鎖加強時。

## 著名的封鎖突破船
- CSS Advance：原名Lord Clyde，由英國建造，為邦聯政府運送物資，成功突破封鎖多次。[2]
- SS Syren：由英國建造的鐵殼側輪蒸汽船，為查爾斯頓進出口公司所有，成功突破封鎖33次，是記錄中最成功的封鎖突破船之一。[5]
- Agnes E. Fry：由蘇格蘭建造的蒸汽船，曾多次成功突破封鎖，於1865年在北卡羅來納州威爾明頓附近擱淺。其殘骸於2016年被發現。[6]
- USS Peterhoff：原為俄羅斯沙皇建造的遊艇，後被英國商人購買並用作封鎖突破船，1863年被聯邦海軍捕獲，改裝為炮艦。[3]

## 現代應用
隨著科技進步，現代海軍封鎖手段更加嚴密，封鎖突破變得更加困難。然而，在某些地區，仍有組織使用小型快艇或半潛艇進行非法運輸，如毒品走私和武器運輸等。

## 外部連結
- The Blockade Runners - American Battlefield Trust